# Semjonovskaja (stanice metra v Moskvě)

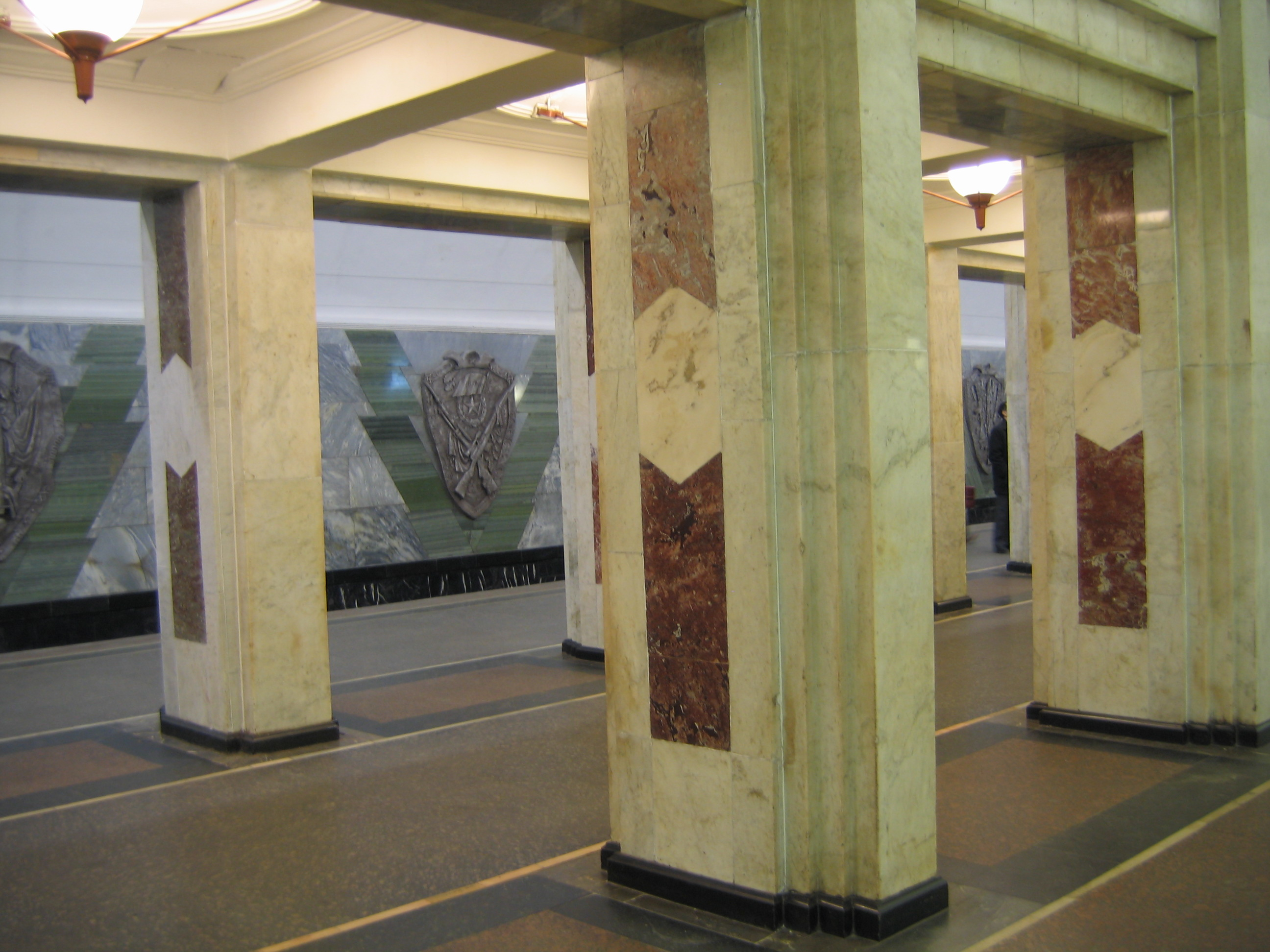
Pohled na nástupiště stanice

Semjonovskaja (rusky Семёновская) je stanice moskevského metra.

## Charakter stanice
Semjonovskaja je ražená, podzemní, trojlodní stanice. Její konstrukce je však velmi neobvyklá; mezi jednotlivými loděmi se nachází namísto klasických prostupů normální prostor, který je podpírán sloupy. Celkem jsou tak ve stanici čtyři řady sloupů (dvě u lodi střední a po jedné u bočních). Z nástupiště Semjonovské vede jen jeden výstup, který vychází po eskalátorovém tunelu do povrchového vestibulu.
Obklad stanice tvoří bílý a červený mramor (sloupy) a šedý v kombinaci s černým a různými reliéfy s válečnými tématy pak na stěnách za nástupištěm.
Stanice vznikla za války, otevřena byla 18. ledna 1944. Nesla tehdy název po Stalinovi (tedy Stalinskaja) (současné jméno tak má až od roku 1961, kdy byl opuštěn kult osobnosti). K výročí 70 let provozu metra v Moskvě 18. května 2005 byla uzavřena a prošla rekonstrukcí, obyvatelé města ji mohou používat opět od 28. dubna 2006. Hlavními změnami prošel eskalátorový tunel a vestibul.